# Axandre Van Petegem
Axandre Van Petegem (født 13. januar 2002 i Oudenaarde) er en cykelrytter fra Belgien, der kører for Wagner Bazin WB. 
Han er søn af forhenværende cykelrytter Peter Van Petegem, der er sports- og forretningsudviklingschef hos Wagner-Bazin WB. Lillebror Maurits Van Petegem kører for Bingoal WB Devo Team.

## Karriere
Efter at have spillet fodbold i omkring ni år, kørte Van Petegem sit første landevejsløb i 2017 for klubben Onder Ons Parike. Efter fire år der, skiftede han i 2021 til Home Solution-Soenens Cycling. Her var han i ét år, derefter to sæsoner hos UCI kontinentalholdene Jumbo-Visma Development Team og én sæson hos Lidl-Trek Future Racing.
Fra 2025-sæsonen blev han fuldtids professionel, da han skiftede til UCI ProTeamet Wagner-Bazin WB. Da kontrakten blev offentliggjort den 25. november 2024, blev han den 22. belgiske rytter på holdet, og den 132. belgier som skulle køre som professionel for et World Tour- eller ProTeam i 2025.